# 진 윌리스

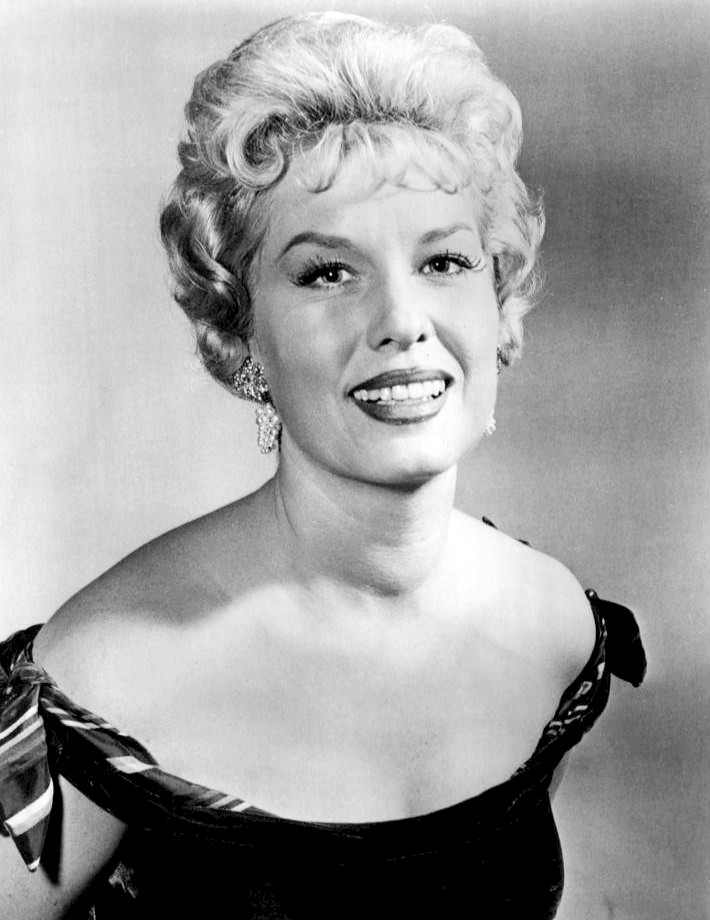

진 윌리스(Jean Willes, 1923년 4월 15일 ~ 1989년 1월 3일)는 미국의 배우, 텔레비전 배우, 영화배우이다.
로스앤젤레스에서 태어났으며 밴나이즈에서 사망하였다. 사인은 암이다.

## 영화
- 총알을 물어라 (1975년)
- 특전 네이비 (1964년)
- 집시 (1962년)
- 사랑이 머무르는 계절 (1961년)
- 엘머 갠트리 (1960년)
- 오션스 일레븐 (1960년)
- 보난자 (1959년)
- 천 개의 언덕 (1959년)
- 연방 경찰 (1959년)
- 조로 (1957년)
- 페리 메이슨 (1957년)
- 더 리볼트 오브 메이미 스토버 (1956년)
- 외계의 침입자 (1956년) - 샐리 위더스 역
- 마스터슨 오브 캔사스 (1954년)
- 런 포 더 힐스 (1953년)
- 올 어쇼어 (1953년)
- 지상에서 영원으로 (1953년)
- 페일페이스의 아들 (1952년)
- 헤틱 허니문 (1947년)
- 솔티 오로키 (1945년)
- 히어 컴 더 웨이브스 (1944년)